# Endurance

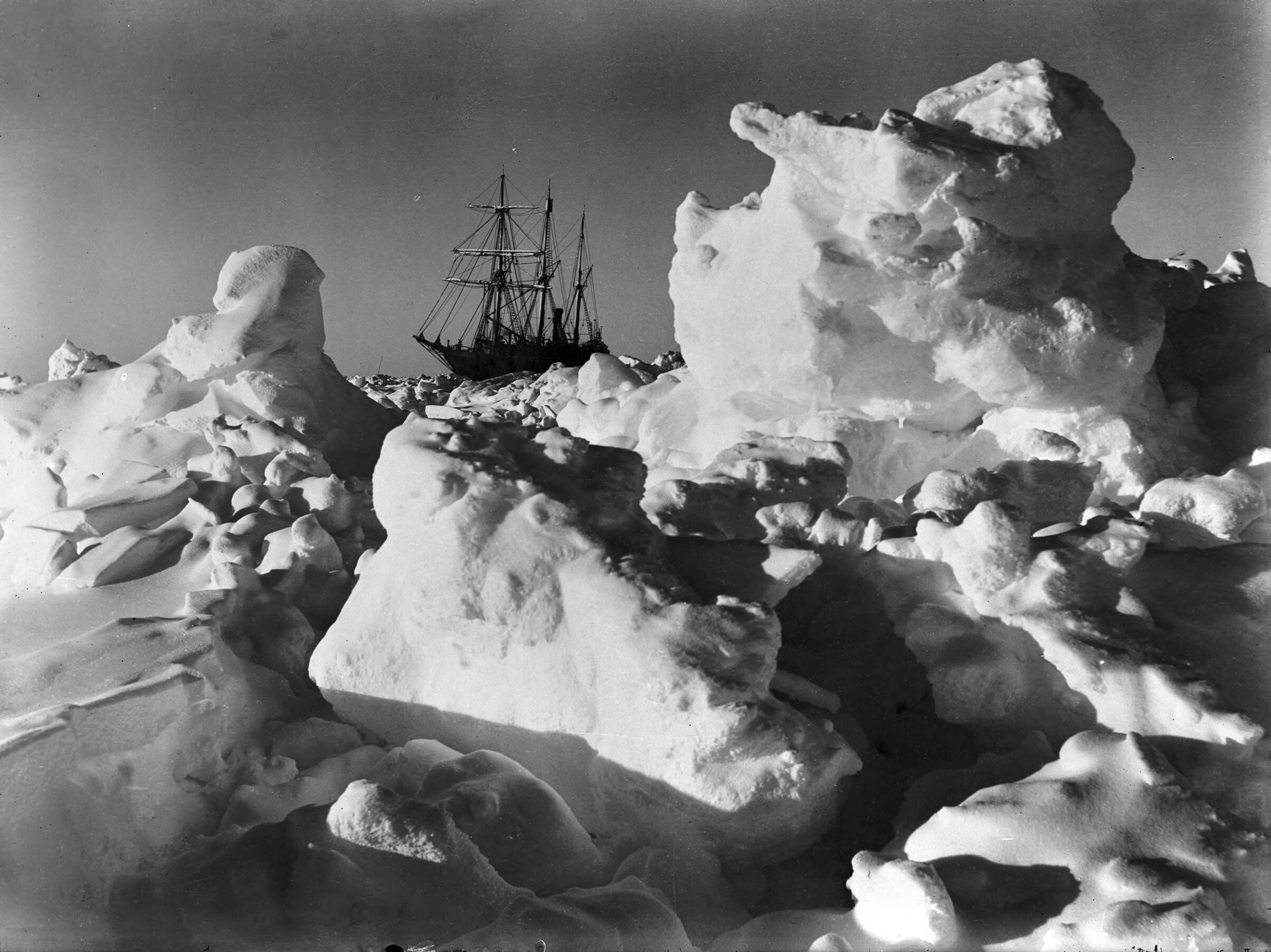
Die vom Eis eingeschlossene Endurance, Foto von Frank Hurley, 1915

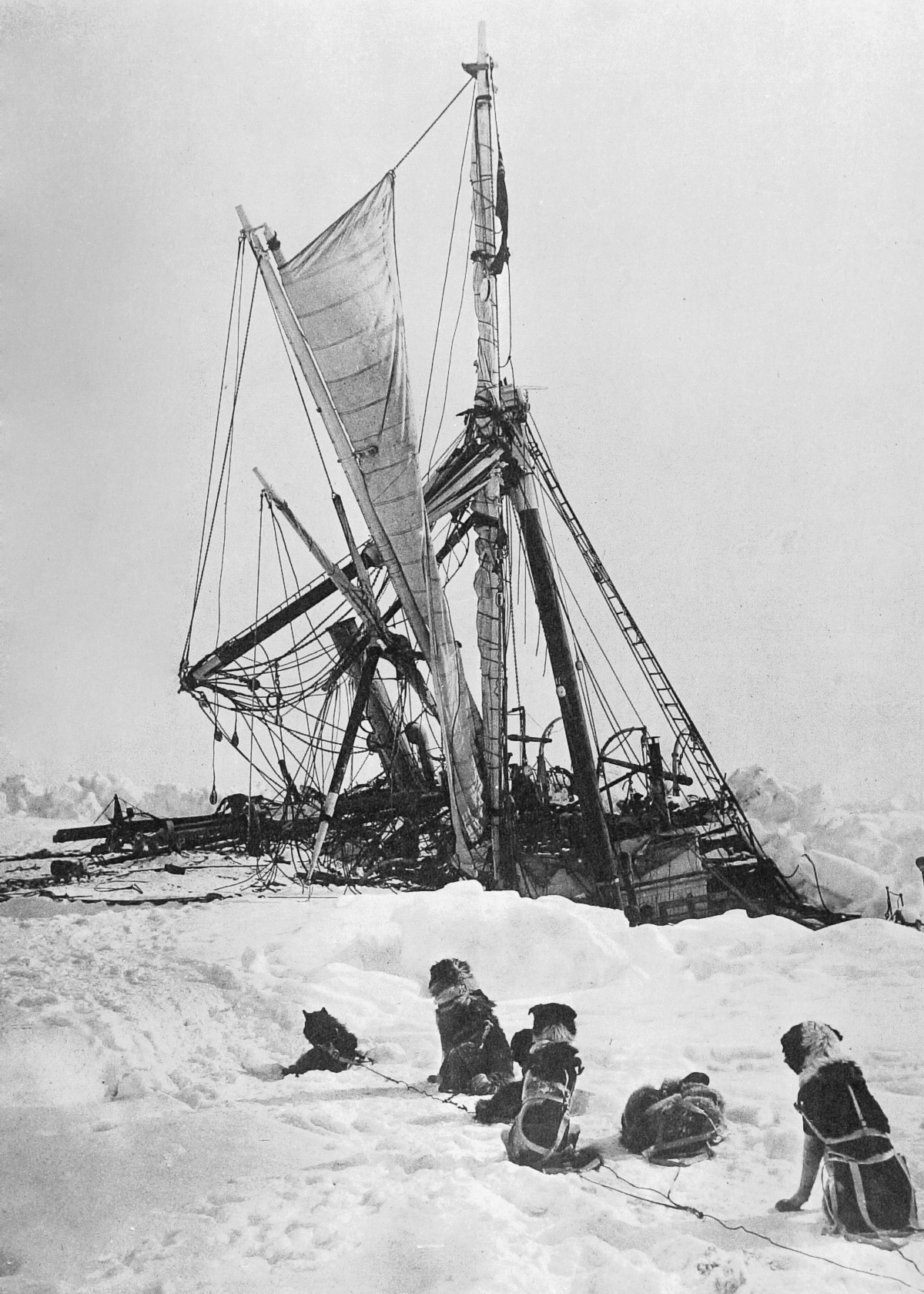
Die sinkende Endurance, Foto von Frank Hurley

Die Endurance [ɪnˈdjɔːɹəns], deutsch ‚Ausdauer‘, war neben der Aurora das zweite Schiff der British Imperial Trans-Antarctic Expedition (auch bekannt als Endurance-Expedition), die unter der Leitung des britischen Polarforschers Ernest Shackleton stand und trotz ihres Scheiterns Bekanntheit erlangte.

## Geschichte

### Bau
Gebaut wurde die von Ole Aanderud Larsen (1884–1964) entworfene dreimastige Schonerbark im norwegischen Sandefjord durch die Werft Framnæs. Bei ihrem Stapellauf am 17. Dezember 1912 trug sie den Namen Polaris. Sie war 43,8 m lang, 7,62 m breit und wog 350 Tonnen. Neben Rahsegeln am Fockmast sowie Gaffelsegeln an Groß- und Besanmast besaß sie eine 260 kW starke Dampfmaschine, die eine Höchstgeschwindigkeit von 10 Knoten (19 km/h) erlaubte. Das Schiff war für polare Bedingungen ausgelegt und so konstruiert, dass es dem Druck der Eismassen möglichst wenig Angriffsfläche bot. Mit 28 cm Dicke waren die Spanten aus Grünherzholz, einer besonders stabilen Tropenholzart, doppelt so massiv ausgelegt wie bei herkömmlichen Seglern dieser Größe. Der Rumpf der Endurance war verhältnismäßig geradseitig konstruiert, da sie nur in lockerem Packeis fahren sollte. Sie lag damit ruhiger in der See als Schiffe mit kugeligem Rumpf wie zum Beispiel die Fram; das wurde aber mit dem Nachteil erkauft, dass sie bei Eispressungen nicht wesentlich aus der Drucklinie gehoben wurde und somit nicht für Einschließungen im Packeis geeignet war.
Auftraggeber des Baus waren der belgische Polarforscher Adrien de Gerlache und der norwegische Walfangmagnat Lars Christensen, die sie eigentlich für Polarkreuzfahrten eher touristischen Charakters verwenden wollten. Aufgrund finanzieller Probleme war Christensen jedoch froh, sein Schiff an Shackleton für 11.600 Pfund Sterling (heute etwa 1,78 Mio. Euro) verkaufen zu können – einen Betrag, der unter den ursprünglichen Baukosten lag. Nach dem Motto seiner Familie „Fortitudine vincimus“ („Durch Ausdauer [englisch: endurance] siegen wir“) benannte Shackleton sie in Endurance um.

### Antarktis-Expedition
Die Endurance verließ am 8. August 1914, rund eine Woche nach Eintritt Großbritanniens in den Ersten Weltkrieg, den Hafen von Plymouth und bewältigte die Fahrt in die Antarktis mit Zwischenstopp in Buenos Aires problemlos.
Bevor die Mannschaft der Endurance auf das Festland der Antarktis übersetzen konnte, um wie geplant die Antarktis zu durchqueren, wurde das Schiff im Januar 1915 vom Packeis des Weddellmeers eingeschlossen wie „eine Mandel in einem Stück Schokolade“ – so der viel gebrauchte Vergleich. Nachdem die Endurance 281 Tage lang der Gewalt des Packeises widerstanden hatte, wurde sie am 21. November 1915 dann doch durch das Eis zerdrückt. Das Expeditionsteam hatte sich zuvor auf eine sichere Eisscholle gerettet. Frank Worsley, Kapitän der Endurance, beschrieb in seinem Tagebuch den für das Expeditionsteam so schrecklichen Moment:

“When one knows every nook and corner of one’s ship as we did, and has helped her time and again in the fight that she made so well, the actual parting was not without its pathos, quite apart from one’s own desolation, and I doubt if there was one amongst us who did not feel some personal emotion when Sir Ernest, standing on top of the lookout, said somewhat sadly and quietly, ‘She’s gone, boys.’”

„Wenn jemand, wie wir es taten, jede Ecke und jeden Winkel eines Schiffes kennt und ihm immer wieder in jenem Kampf half, den es so gut bestand, dann ist der Zeitpunkt der Trennung nicht ohne Pathos, ungeachtet der eigenen trostlosen Lage. Und ich zweifle, dass es unter uns irgendjemanden gab, der nicht ergriffen war, als Sir Ernest auf seinem Aussichtspunkt etwas traurig und leise sagte: ‚Sie ist weg, Jungs.‘“

Dank einer seemännischen und navigatorischen Meisterleistung gelang es der Mannschaft um Shackleton mit Hilfe dreier Rettungsboote, die man von der Endurance bergen konnte, ohne Verluste aus dieser desolaten Lage herauszukommen:
Anfangs weiter mit dem Packeis und später auf Eisschollen trieben die Schiffbrüchigen in ihren Camps an der Antarktischen Halbinsel entlang nach Norden, bis die Schollen in kleine Stücke zerbrachen. In ihren Rettungsbooten erreichten sie schließlich Elephant Island. Dort wurde eins der Boote umgebaut und brach mit 6 Mann auf nach Südgeorgien, um Hilfe zu holen, was tatsächlich gelang. Monate später konnten die restlichen Männer, die noch auf Elephant Island festsaßen, mit einem Wachboot der chilenischen Marine gerettet werden.

### Auffinden des Wracks
Im Jahr 2019 versuchte eine private Expedition, das Wrack der Endurance aufzuspüren, hatte jedoch keinen Erfolg.
Im Januar 2022 begann die Expedition Endurance 22 mit der Suche. Die S. A. Agulhas II brachte die Expedition, an der die Meeresphysikerin Stefanie Arndt vom Alfred-Wegener-Institut teilnahm, dabei zu den zuletzt genannten Koordinaten der Endurance. Aus den historischen Aufzeichnungen wussten die Expeditionsteilnehmer, dass das Schiff bei 68° 39′ 30″ S, 52° 26′ 30″ W gesunken sein musste. Nach den Regeln des Antarktis-Vertrags ist das Wrack als Historische Stätte ein geschütztes Gebiet, das nicht angetastet werden darf.
Am 5. März 2022 fand die Expedition das Schiff mit einem Tauchroboter in 3008 m Tiefe, 7,7 km von der aufgezeichneten Position entfernt. Fotografien zeigten das Wrack aufrecht stehend in hervorragendem Zustand. Mithilfe von Unterwasserrobotern wurden detaillierte 3D-Scans vom Wrack erstellt.

## Rezeption
Zur Erinnerung an die Endurance trugen zwei Eisbrecher der Royal Navy den Namen Endurance. Das erste Schiff dieses Namens befand sich von 1967 bis 1991 im Dienste der Royal Navy, die zweite Endurance diente der britischen königlichen Marine im Zeitraum von 1991 bis 2015. Des Weiteren sind der Krater Endurance auf dem Mars sowie die Endurance-Kliffs und der Endurance Ridge in der Antarktis nach Shackletons Schiff benannt.
Lego brachte 2024 das Schiff als Bauset mit 3011 Teilen auf den Markt.